# Cesare Romiti
Pour les articles homonymes, voir Romiti.
Cesare Romiti est un chef d'entreprise italien né le 24 juin 1923 à Rome et mort le 18 août 2020 à Milan à l'âge de 97 ans. Son nom sera à toujours lié à celui de Gianni Agnelli, grand patron du groupe Fiat avec qui il a passé 25 ans.

## Biographie
Fils d'un simple employé des Postes italiennes, il est le cadet d'une lignée de trois garçons. Il commence sa vie professionnelle très jeune comme comptable après le décès de son père à l'âge de 47 ans.
Inscrit aux cours du soir, il obtiendra brillamment une licence en Sciences économiques et commerciales et, en 1947, il entre dans le groupe BPD Bombrini Parodi Delfino comme directeur financier mais très vite il va occuper le poste de directeur général. En 1968, il conserve ces mêmes fonctions dans le groupe chimique Snia Viscosa après une fusion incorporation avec son ancien employeur. Il fait alors la connaissance de Enrico Cuccia, le grand stratège de la banque financière italienne Mediobanca. Deux ans plus tard, la tentaculaire holding d'État italienne IRI - Institut pour la Reconstruction Industrielle le nomme, dans un premier temps, directeur général puis administrateur délégué de la compagnie aérienne nationale italienne Alitalia.
Au cours de l'année 1973 il travaille pour la société nationale italienne des routes Italstat, puis entre dans le groupe Fiat où, avec Umberto Agnelli et Carlo De Benedetti il fait partie du triumvirat de direction du groupe. Après avoir écarté Carlo De Benedetti 100 jours après son arrivée, il est nommé directeur général en 1976,. Au sein du groupe Fiat, il occupera les postes d'Administrateur Délégué puis de Président. Gianni Agnelli, atteint par la limite d'âge (75 ans) en sera alors Président honoraire. Au cours de sa présence du groupe Fiat, il œuvre pour le rachat du constructeur Alfa Romeo, entreprise appartenant à la holding publique IRI pour éviter sa reprise par le groupe américain Ford. Il fera de même avec Telettra, fleuron de l'ingénierie téléphonique italienne,.
En 2000, la Cour Suprême de Cassation confirme sa condamnation pour des irrégularités de bilan lors des mandats qu'il exerçait au sommet du groupe Fiat, comme conseiller de RCS MediaGroup et Impregilo, avant d'en être complètement blanchi par la Cour d'Appel de Turin en 2003.
Atteint par la limite d'âge de 75 ans, il quitte ses fonctions au sein du groupe Fiat et fonde la société financière Gemina qui contrôle RCS MediaGroup, dont il assume la présidence de 1998 à 2004 ainsi que de la première société de constructions et d'ingénierie italienne, Impregilo, dont il détient le contrôle jusqu'en 2005 et en assume la présidence jusqu'en 2006,.
En 2003, il crée la Fondation Italie-Chine dont il devient le président le 12 janvier 2004. La même année il quitte la présidence de RCS Quotidiani pour devenir Président honoraire de RCS MediaGroup. En mai 2005, avec Gemina, il fait partie du groupe de repreneurs de la société Aeroporti di Roma, privatisée en 1994. En 2007, il cède les participations détenues par Gemina dans Impregilo à la société italienne Igli, et celles détenues dans RCS MediaGroup. Le 1er décembre 2013, Gemina fait l'objet d'une fusion-absorption par le groupe Atlantia, de la famille Benetton.

## Publications
- Questi anni alla FIAT (1988),
- Etica ed economia (1990),
- Storia segreta del capitalismo italiano (2012)[2].

## Décorations
- Chevalier de l'ordre du Mérite du travail
- Officier de la Légion d'honneur[6]
- Chevalier grand-croix de l'ordre du Mérite de la République italienne